# Сант'Арканджело
Сант'Арка̀нджело (на италиански: Sant'Arcangelo) е градче и община в Южна Италия, провинция Потенца, регион Базиликата. Разположено е на 388 m надморска височина. Населението на общината е 6488 души (към 2012 г.).